# Espalem

Espalem este o comună în departamentul Haute-Loire, Franța. În 2009 avea o populație de 276 de locuitori.